# هجرة العر (الحيمة الداخلية)

تعديل مصدري - تعديل

هجرة العر هي إحدى قرى عزلة الحدب بمديرية الحيمة الداخلية التابعة لمحافظة صنعاء، بلغ تعداد سكانها 27 نسمة حسب تعداد اليمن لعام 2004.